# Port lotniczy Xai Xai
Port lotniczy Xai Xai (port. Aeroporto Xai Xai, IATA: VJB, ICAO: FQXA) – port lotniczy zlokalizowany w Xai Xai, w Mozambiku.

## Linie lotnicze i połączenia
| Linia Lotnicza          | Kierunek             |
| ----------------------- | -------------------- |
| LAM Mozambique Airlines | 1. Chimoio 2. Maputo |